# Leptotarsus (Leptotarsus) trivittatus
Leptotarsus (Leptotarsus) trivittatus is een tweevleugelige uit de familie langpootmuggen (Tipulidae). De soort komt voor in het Australaziatisch gebied.